# Viviennea immaculata
Viviennea immaculata är en fjärilsart som beskrevs av Rothschild 1933. Viviennea immaculata ingår i släktet Viviennea och familjen björnspinnare. Inga underarter finns listade i Catalogue of Life.